# Jan Potocki (1619–1681)
Jan Potocki herbu Szreniawa (ur. ok. 1619, zm. 1681) – rotmistrz wojsk koronnych, podczaszy chełmski w latach 1658-1668, stolnik bielski w 1658 roku, członek kościoła Braci Polskich, rotmistrz wojska powiatowego województwa krakowskiego w 1671 i 1672 roku.

## Życiorys
Pochodził z rodziny ziemiańskiej braci polskich posługującej się herbem Szreniawa. Syn Adama Potockiego (zm. 1635) i Zofii z Przypkowskich (zm. 1650). Starszy brat podczaszego chełmskiego Jerzego i podczaszego krakowskiego Wacława.
W 1637 r. brał prawdopodobnie udział w walkach z powstaniem Pawluka i rok później w kampanii przeciw Kozakom. Wraz z braćmi w 1651 r. brał udział jako chorąży powiatu bieckiego w kampanii beresteckiej. W bitwie 28–30 czerwca 1651 r. został ciężko ranny – sejmik województwa krakowskiego zalecił go wraz z bratem Jerzym do nagrody za zasługi wojenne i doznane rany. 
W okresie najazdu Szwedów porzucił służbę w kompucie i w połowie października 1655 r. przybył do Krakowa, gdzie uczestniczył w podpisaniu aktu poddania południowych województw Rzeczypospolitej Karolowi X Gustawowi. Po przybyciu Jana II Kazimierza z końcem roku nastąpiło odebranie Potockiemu jako arianinowi i adherentowi szwedzkiemu dóbr Łużna i Staszkówka na rzecz Jana Pieniążka, jednak z racji wcześniejszego przekazania Łużnej przez Jana bratu Wacławowi i solidarności rodzin ariańskich, pozostała ona w dzierżawie Potockich. 
Jeszcze przed ustawami sejmowymi z 1658, gdy bracia polscy zostali zobowiązani do przejścia w ciągu trzech lat na katolicyzm lub opuszczenia kraju Potoccy przeszli na katolicyzm, a Jan powrócił do służby wojskowej. Brał udział w kampanii przeciw Jerzemu II Rakoczemu w 1657 r., za zasługi wojenne został 24 lipca 1658 r. mianowany podczaszym chełmskim. Jako kapitan w regimencie piechoty łanowej woj. krakowskiego, za swój udział w oblężeniu Torunia, mianowany stolnikiem ziemi bielskiej, a hetman polny koronny Jerzy Sebastian Lubomirski przywrócił mu Staszkówkę. 
W 1659 r. na sejmie województwa krakowskiego został wybrany na sędziego skarbowego przy urzędzie grodzkim i ziemskim krakowskim. W okresie rokoszu opowiedział się za „partią” eksmarszałka Jerzego Sebastiana Lubomirskiego. Jako podczaszy chełmski stanął na czele poselstwa szlachty województwa krakowskiego do Jana Kazimierza i w obozie pod Błoniem koło Warszawy wygłosił mowę do króla, prosząc o pokój i wstawiając się w imieniu szlachty województwa za Lubomirskim. 
23 lipca 1668 r. podpisał się w Proszowicach pod konfederacją szlachty woj. krakowskiego przeciwko abdykacji Jana Kazimierza, a także uczestniczył w obradach przedkonwokacyjnych. Został elektorem Michała Korybuta i Jana III z woj. krakowskiego.
Był żonaty z Zofią z Taszyckich (zm. 1693), która pomimo konstytucji sejmowych, pozostała arianką do ok. 1688, kiedy formalnie przeszła na katolicyzm. Ich dzieci to:
1. Annę (ochrzczoną w 1658 w Bobowej w kościele katolickim)
2. Aleksandrę, która poślubiła Zygmunta Mierzeńskiego, byłego arianina nawróconego na kalwinizm
3. Helenę, żonę Szlichtynga,
4. Daniel, podstoli chełmski,
5. Jan
6. Stanisław

Córki Potockiego, choć formalnie przeszły na katolicyzm (Anna i Helena) czy kalwinizm (Aleksandra) pozostały ariankami. Córka młodo zmarłej Aleksandry, Zofia była wychowywana przez babkę w arianiźmie. Ta ostatnia zapisała jej cały swój majątek wydziedziczając nawróconych na katolicyzm synów, którzy bezskutecznie próbowali obalić testament matki. Zofia Mierzeńska zmarła w połowie XVIII wieku, była uważana za "ostatnią ariankę na sądeczczyźnie."